# Szermierka na Letniej Uniwersjadzie 2011
Szermierka na Letniej Uniwersjadzie 2011 została rozegrana w dniach 13 - 18 sierpnia 2011. Do rozdania były 12 kompletów medali. Areną zmagań zawodników i zawodniczek była Shenzhen Convention & Exhibition Center.

## Tabela medalowa
| Klasyfikacja medalowa |                   |       |        |      |       |
| Pozycja               | Państwo           | Złoto | Srebro | Brąz | Razem |
| 1                     | Ukraina           | 3     | 2      | 1    | 6     |
| 2                     | Rosja             | 3     | 0      | 3    | 6     |
| 3                     | Francja           | 2     | 2      | 1    | 5     |
| 4                     | Chiny             | 2     | 1      | 2    | 5     |
| 5                     | Włochy            | 1     | 2      | 2    | 5     |
| 6                     | Węgry             | 1     | 0      | 1    | 2     |
| 7                     | Korea Południowa  | 0     | 2      | 5    | 7     |
| 8                     | Polska            | 0     | 1      | 1    | 2     |
| 9                     | Rumunia           | 0     | 1      | 0    | 1     |
| 9                     | Stany Zjednoczone | 0     | 1      | 0    | 1     |
| 11                    | Japonia           | 0     | 0      | 1    | 1     |
| 11                    | Hongkong          | 0     | 0      | 1    | 1     |
| Razem                 | Razem             | 12    | 12     | 18   | 42    |

## Medaliści

### Mężczyźni
| Konkurencja:  | Złoto:                                                                                  | Srebro:                                                                              | Brąz:                                                                                      |
| Floret        |                                                                                         |                                                                                      |                                                                                            |
| Indywidualnie | Martino Minuto                                                                          | Lei Sheng                                                                            | Zhu Jun Heo Jun                                                                            |
| Drużynowo     | Chiny Lei Sheng Huang Liangcai Zhu Jun Chen Min (rezerwowy)                             | Włochy Alessio Foconi Tommaso Lari Martino Minuto Luca Simoncelli (rezerwowy)        | Rosja Aleksiej Chowanski Igor Zapozdajew Artur Achmatchuzin Dmitrij Komissarow (rezerwowy) |
| Szabla        |                                                                                         |                                                                                      |                                                                                            |
| Indywidualnie | Andrij Jahodka                                                                          | Gu Bon-gil                                                                           | Massimiliano Murolo Wei He                                                                 |
| Drużynowo     | Ukraina Dmytro Bojko Oleh Szturbabin Andrij Jahodka Dmytro Pundyk (rezerwowy)           | Włochy Marco Tricarico Massimiliano Murolo Luigi Miracco Stefano Sbragia (rezerwowy) | Korea Południowa Heo Young-gu Gu Bon-gil Hwang Byung-yul                                   |
| Szpada        |                                                                                         |                                                                                      |                                                                                            |
| Indywidualnie | Peter Szenyi                                                                            | Virgile Marchal                                                                      | Anatolij Herej Raffaello Marzani                                                           |
| Drużynowo     | Rosja Nikita Głazkow Siergiej Chodos Aleksandr Wielikanow Wsiesław Morgojew (rezerwowy) | Francja Alex Fava Virgile Marchal Adrien Penso-Tsai Alexandre Bardenet (rezerwowy)   | Węgry Peter Szenyi Daniel Budai Mark Hanczvikkel                                           |

### Kobiety
| Konkurencja:  | Złoto:                                                                                      | Srebro:                                                                                     | Brąz:                                                                                  |
| Floret        |                                                                                             |                                                                                             |                                                                                        |
| Indywidualnie | Kamiłła Gafurzianowa                                                                        | Jeon Hee-sook                                                                               | Katarzyna Kryczało Julija Birjukowa                                                    |
| Drużynowo     | Rosja Wiktoria Kozyriewa Julija Biriukowa Kamilla Gafurzianowa Julija Raszidowa (rezerwowa) | Polska Hanna Łyczbińska Marta Łyczbińska Katarzyna Kryczało Karolina Chlewińska (rezerwowa) | Francja Bérangère Genevois Maëva Roulin Ysora Thibus Clarisse Luminet (rezerwowa)      |
| Szabla        |                                                                                             |                                                                                             |                                                                                        |
| Indywidualnie | Olha Charłan                                                                                | Bianca Alexandra Pascu                                                                      | Wai Sum Au Yeung Kim Ji-yeon                                                           |
| Drużynowo     | Chiny Chen Xiaodong Xia Min Li Fei Yuan Tingting (rezerwowa)                                | Ukraina Alina Komaszczuk Ołena Chomrowa Olha Charłan Hałyna Pundyk (rezerwowa)              | Korea Południowa Choi Soo-yeon Kim Ji-yeon Lee Ra-jin                                  |
| Szpada        |                                                                                             |                                                                                             |                                                                                        |
| Indywidualnie | Lauren Rembi                                                                                | Ołena Krywyćka                                                                              | Shin A-lam Ayaka Shimookawa                                                            |
| Drużynowo     | Francja Mélissa Goram Lauren Rembi Marie-Gabirelle Fayolle Mathilde Grumier (rezerwowa)     | Stany Zjednoczone Courtney Hurley Kelley Hurley Susannah Scanlan Holly Buechel (rezerwowa)  | Rosja Włada Własowa Jelena Szaszarina Tatjana Andriuszyna Majia Guczmazowa (rezerwowa) |